# Rue Georges Simenon
Ne doit pas être confondu avec Rue Simonon.
La rue Georges Simenon est une rue du quartier d'Outremeuse à Liège en Belgique (région wallonne). 

## Histoire
Elle a été créée à partir de 1880 au lieu-dit des Prés Saint-Denis (partie nord d'Outremeuse) et construite les années suivantes d'immeubles principalement de styles éclectique et Art nouveau.
La rue s'appelait rue Pasteur jusqu'au 29 décembre 1978, date à laquelle elle est rebaptisée rue Georges Simenon en l'honneur de l'écrivain liégeois (1903-1989) qui résida entre les mois d'avril 1905 et février 1911 au deuxième étage de la maison qui porte aujourd’hui le n° 25 (plaque commémorative).

## Description
Cette voie plate et quasiment rectiligne d'une longueur d'environ 220 m relie deux des plus importantes places d'Outremeuse : la place de l'Yser et la place du Congrès.

## Patrimoine
- L'ancien couvent des Récollets de Liège possède deux implantations aux numéros 2 et 4 (actuellement auberge de jeunesse Georges Simenon) ainsi qu'en face, aux numéros 9 à 13. Ce couvent, coupé en deux par le percement de la rue, a été fondé à la fin du XVe siècle[2] et est repris sur la liste du patrimoine immobilier classé de Liège.
- Au no 45, la maison David de style Art nouveau, du nom de son premier propriétaire et maître d'œuvre. Construite en 1905, l'immeuble possède au rez-de-chaussée une baie en arc brisé outrepassé dont l'encadrement présente à sa base des ailerons striés présents aussi de chaque côté de la porte d'entrée[3].

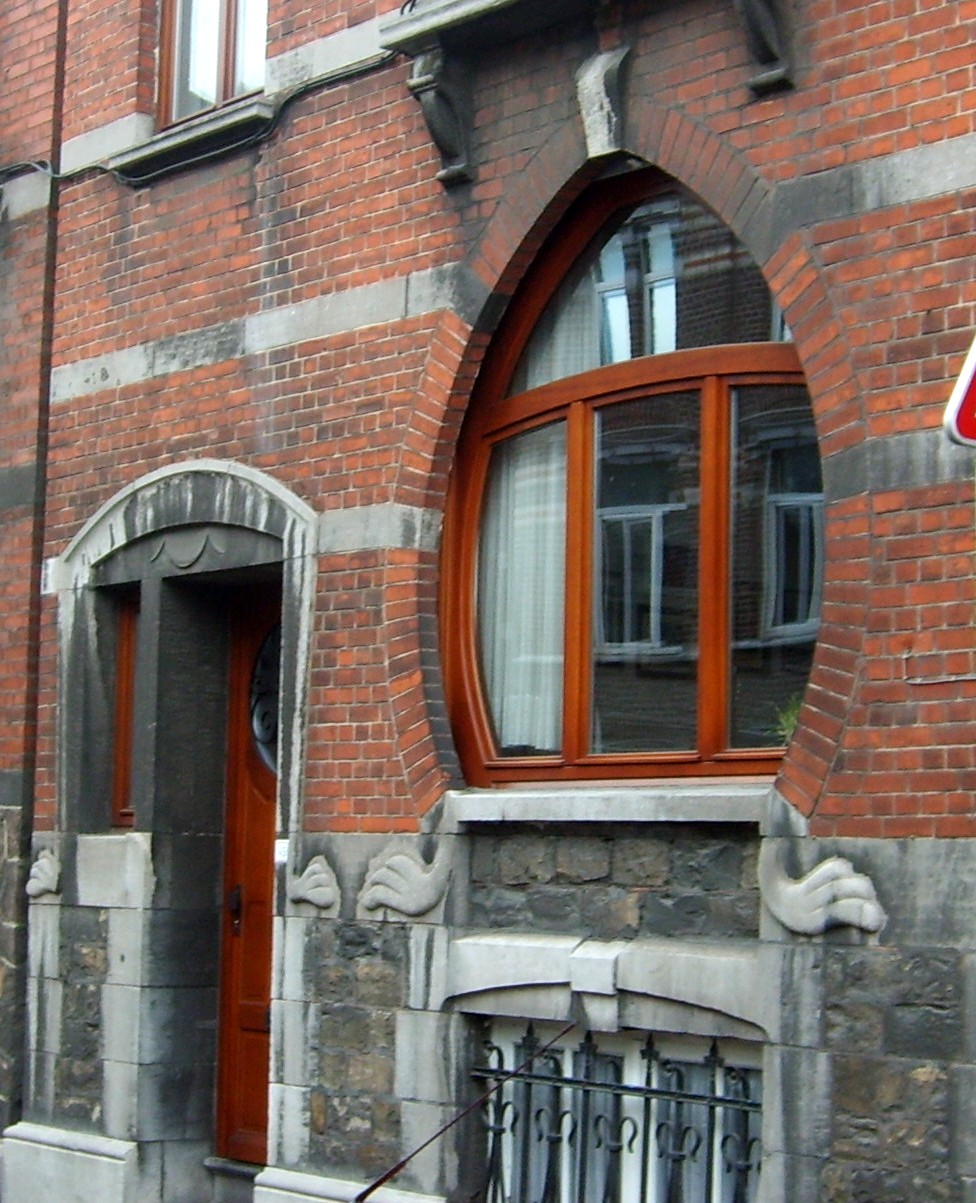
Maison David

## Voiries adjacentes
- Place de l'Yser
- Rue Henri de Dinant
- Rue Ernest de Bavière
- Rue Gaston Grégoire
- Rue Fosse aux Raines
- Rue de la Loi
- Place du Congrès

## Activités
L'auberge de jeunesse de Liège Georges Simenon occupe une partie de l'ancien couvent des Récollets. 